# 천둥아, 내 외침을 들어라!
《천둥아, 내 외침을 들어라》(영어: Roll of thunder, hear my cry)는 밀드레드 테일러의 소설이다. 1900년대 백인들의 흑인을 대상으로 한 인종차별을 배경으로 하였다.

## 등장인물
- 캐시 로건 : 주인공.
- 스테이시 로건 : 캐시의 오빠.
- 티제이 : 스테이시의 친구.
- 웰러스 형제 : 인종차별주의자 백인 형제.

## 수상
- 뉴베리 상
- 미국교사가 선정한 100대 추천도서
- 미국도서관협회 우수도서
- 북리스트가 선정한 1970년~1982년 최고의 도서
- 커커스 선정
- 혼 북 팡파르 상 수상
- 1970년대 뉴욕타임즈 선정 최고의 청소년책
- 북서 태평양 청소년 상 수상